# Liste des planètes mineures (790001-791000)
Voici la liste des planètes mineures numérotées de 790001 à 791000. Les planètes mineures sont numérotées lorsque leur orbite est confirmée, ce qui peut parfois se produire longtemps après leur découverte. Elles sont classées ici par leur numéro.

## Planètes mineures 790001 à 791000
- (790001) 2018 BW35
- (790002) 2018 BY38
- (790003) 2018 BJ46
- (790004) 2018 CE6
- (790005) 2018 CR18
- (790006) 2018 CL19
- (790007) 2018 CB34
- (790008) 2018 DO7
- (790009) 2018 DO9
- (790010) 2018 DH11
- (790011) 2018 DL11
- (790012) 2018 EJ4
- (790013) 2018 EO9
- (790014) 2018 EA14
- (790015) 2018 EG18
- (790016) 2018 FG6
- (790017) 2018 FG13
- (790018) 2018 FO15
- (790019) 2018 FZ20
- (790020) 2018 FE21
- (790021) 2018 FY23
- (790022) 2018 FJ30
- (790023) 2018 FZ33
- (790024) 2018 FT35
- (790025) 2018 FO36
- (790026) 2018 FK38
- (790027) 2018 FO38
- (790028) 2018 FZ38
- (790029) 2018 FD40
- (790030) 2018 FK42
- (790031) 2018 FD43
- (790032) 2018 FA44
- (790033) 2018 FB44
- (790034) 2018 FF45
- (790035) 2018 FC49
- (790036) 2018 FF49
- (790037) 2018 FP50
- (790038) 2018 FL63
- (790039) 2018 GX4
- (790040) 2018 GA14
- (790041) 2018 GS17
- (790042) 2018 GF18
- (790043) 2018 GE20
- (790044) 2018 GR22
- (790045) 2018 GZ22
- (790046) 2018 GV24
- (790047) 2018 GH25
- (790048) 2018 GL25
- (790049) 2018 GU25
- (790050) 2018 GJ26
- (790051) 2018 HP4
- (790052) 2018 HN8
- (790053) 2018 JP5
- (790054) 2018 JA6
- (790055) 2018 JS11
- (790056) 2018 KP8
- (790057) 2018 KO10
- (790058) 2018 KG12
- (790059) 2018 KC13
- (790060) 2018 KM17
- (790061) 2018 KV21
- (790062) 2018 KS23
- (790063) 2018 KW23
- (790064) 2018 LM4
- (790065) 2018 LB11
- (790066) 2018 LL11
- (790067) 2018 LR12
- (790068) 2018 LC14
- (790069) 2018 LG14
- (790070) 2018 LM19
- (790071) 2018 LQ21
- (790072) 2018 LZ21
- (790073) 2018 LC22
- (790074) 2018 LF22
- (790075) 2018 LG22
- (790076) 2018 LB23
- (790077) 2018 LC23
- (790078) 2018 LK24
- (790079) 2018 LL24
- (790080) 2018 LC25
- (790081) 2018 LK26
- (790082) 2018 LD30
- (790083) 2018 LX30
- (790084) 2018 LZ30
- (790085) 2018 LF31
- (790086) 2018 LQ31
- (790087) 2018 LZ31
- (790088) 2018 LO32
- (790089) 2018 LW32
- (790090) 2018 LA34
- (790091) 2018 LK35
- (790092) 2018 LC37
- (790093) 2018 LD39
- (790094) 2018 LU39
- (790095) 2018 LY48
- (790096) 2018 LB54
- (790097) 2018 LA56
- (790098) 2018 LQ60
- (790099) 2018 LR60
- (790100) 2018 MZ1
- (790101) 2018 MC4
- (790102) 2018 MV9
- (790103) 2018 MM13
- (790104) 2018 MF14
- (790105) 2018 MQ14
- (790106) 2018 MA15
- (790107) 2018 MP15
- (790108) 2018 MZ15
- (790109) 2018 MN17
- (790110) 2018 MQ17
- (790111) 2018 MU17
- (790112) 2018 MJ18
- (790113) 2018 MP18
- (790114) 2018 MM20
- (790115) 2018 MO21
- (790116) 2018 MP22
- (790117) 2018 MC23
- (790118) 2018 MJ23
- (790119) 2018 MO23
- (790120) 2018 MR23
- (790121) 2018 MG24
- (790122) 2018 MZ24
- (790123) 2018 MG27
- (790124) 2018 MN27
- (790125) 2018 MS27
- (790126) 2018 MF32
- (790127) 2018 MJ37
- (790128) 2018 MT44
- (790129) 2018 NV5
- (790130) 2018 NB8
- (790131) 2018 NO8
- (790132) 2018 NR8
- (790133) 2018 NT8
- (790134) 2018 NV9
- (790135) 2018 NL10
- (790136) 2018 NK19
- (790137) 2018 NN19
- (790138) 2018 NY20
- (790139) 2018 NA22
- (790140) 2018 NE22
- (790141) 2018 NF22
- (790142) 2018 NL22
- (790143) 2018 NY22
- (790144) 2018 ND23
- (790145) 2018 NJ23
- (790146) 2018 NP23
- (790147) 2018 NU23
- (790148) 2018 NQ24
- (790149) 2018 NR24
- (790150) 2018 NS26
- (790151) 2018 NW26
- (790152) 2018 NY26
- (790153) 2018 NA27
- (790154) 2018 NZ27
- (790155) 2018 NX28
- (790156) 2018 NE29
- (790157) 2018 NK29
- (790158) 2018 NT29
- (790159) 2018 NX29
- (790160) 2018 NG30
- (790161) 2018 NS32
- (790162) 2018 NN33
- (790163) 2018 NR33
- (790164) 2018 NE35
- (790165) 2018 NH35
- (790166) 2018 NM35
- (790167) 2018 NN35
- (790168) 2018 NR35
- (790169) 2018 NZ35
- (790170) 2018 NE37
- (790171) 2018 NS38
- (790172) 2018 NA39
- (790173) 2018 ND39
- (790174) 2018 NH39
- (790175) 2018 NJ39
- (790176) 2018 NE40
- (790177) 2018 ND42
- (790178) 2018 NA43
- (790179) 2018 NQ43
- (790180) 2018 NC45
- (790181) 2018 NL45
- (790182) 2018 NS45
- (790183) 2018 NJ49
- (790184) 2018 NW51
- (790185) 2018 NP54
- (790186) 2018 NP55
- (790187) 2018 NW56
- (790188) 2018 NM65
- (790189) 2018 NK66
- (790190) 2018 NF67
- (790191) 2018 NR69
- (790192) 2018 NO78
- (790193) 2018 NZ79
- (790194) 2018 NZ80
- (790195) 2018 OE
- (790196) 2018 OW
- (790197) 2018 OZ2
- (790198) 2018 PF2
- (790199) 2018 PM3
- (790200) 2018 PU6
- (790201) 2018 PP12
- (790202) 2018 PG13
- (790203) 2018 PH13
- (790204) 2018 PZ14
- (790205) 2018 PT15
- (790206) 2018 PE18
- (790207) 2018 PJ19
- (790208) 2018 PZ25
- (790209) 2018 PP30
- (790210) 2018 PD31
- (790211) 2018 PU32
- (790212) 2018 PA34
- (790213) 2018 PS37
- (790214) 2018 PL40
- (790215) 2018 PJ41
- (790216) 2018 PO41
- (790217) 2018 PD43
- (790218) 2018 PP43
- (790219) 2018 PQ43
- (790220) 2018 PB44
- (790221) 2018 PK44
- (790222) 2018 PM44
- (790223) 2018 PO44
- (790224) 2018 PF45
- (790225) 2018 PL45
- (790226) 2018 PT47
- (790227) 2018 PW47
- (790228) 2018 PY47
- (790229) 2018 PQ50
- (790230) 2018 PH51
- (790231) 2018 PL51
- (790232) 2018 PM51
- (790233) 2018 PG54
- (790234) 2018 PW54
- (790235) 2018 PH55
- (790236) 2018 PL55
- (790237) 2018 PO55
- (790238) 2018 PQ55
- (790239) 2018 PY56
- (790240) 2018 PC57
- (790241) 2018 PN57
- (790242) 2018 PT57
- (790243) 2018 PU57
- (790244) 2018 PR58
- (790245) 2018 PS58
- (790246) 2018 PT58
- (790247) 2018 PX58
- (790248) 2018 PK59
- (790249) 2018 PN59
- (790250) 2018 PU60
- (790251) 2018 PJ62
- (790252) 2018 PO62
- (790253) 2018 PT62
- (790254) 2018 PY62
- (790255) 2018 PS63
- (790256) 2018 PT63
- (790257) 2018 PD64
- (790258) 2018 PG64
- (790259) 2018 PH64
- (790260) 2018 PZ65
- (790261) 2018 PH66
- (790262) 2018 PA67
- (790263) 2018 PU67
- (790264) 2018 PC68
- (790265) 2018 PL68
- (790266) 2018 PY68
- (790267) 2018 PH69
- (790268) 2018 PS69
- (790269) 2018 PU69
- (790270) 2018 PC70
- (790271) 2018 PO70
- (790272) 2018 PO72
- (790273) 2018 PD74
- (790274) 2018 PE74
- (790275) 2018 PJ74
- (790276) 2018 PW74
- (790277) 2018 PY74
- (790278) 2018 PJ75
- (790279) 2018 PP75
- (790280) 2018 PH77
- (790281) 2018 PQ77
- (790282) 2018 PJ78
- (790283) 2018 PG82
- (790284) 2018 PR82
- (790285) 2018 PL84
- (790286) 2018 PK86
- (790287) 2018 PQ86
- (790288) 2018 PH89
- (790289) 2018 PZ89
- (790290) 2018 PO90
- (790291) 2018 PE93
- (790292) 2018 PB97
- (790293) 2018 PY99
- (790294) 2018 PB104
- (790295) 2018 PU105
- (790296) 2018 PC106
- (790297) 2018 PF106
- (790298) 2018 PN108
- (790299) 2018 PK110
- (790300) 2018 PO116
- (790301) 2018 PG117
- (790302) 2018 PN118
- (790303) 2018 PE119
- (790304) 2018 PF120
- (790305) 2018 PF122
- (790306) 2018 PG122
- (790307) 2018 PL122
- (790308) 2018 PN123
- (790309) 2018 PL128
- (790310) 2018 PY128
- (790311) 2018 PM130
- (790312) 2018 PT131
- (790313) 2018 PZ131
- (790314) 2018 PJ133
- (790315) 2018 PA138
- (790316) 2018 PJ145
- (790317) 2018 PK151
- (790318) 2018 PL151
- (790319) 2018 PR154
- (790320) 2018 PU155
- (790321) 2018 PP158
- (790322) 2018 PU158
- (790323) 2018 PO160
- (790324) 2018 PE162
- (790325) 2018 QU3
- (790326) 2018 QZ3
- (790327) 2018 QV4
- (790328) 2018 QR7
- (790329) 2018 QK8
- (790330) 2018 QP11
- (790331) 2018 QV11
- (790332) 2018 QB12
- (790333) 2018 QE12
- (790334) 2018 QK12
- (790335) 2018 QJ13
- (790336) 2018 QL13
- (790337) 2018 QH14
- (790338) 2018 QW15
- (790339) 2018 QT16
- (790340) 2018 QX16
- (790341) 2018 QO17
- (790342) 2018 QS17
- (790343) 2018 QE18
- (790344) 2018 QG18
- (790345) 2018 QH18
- (790346) 2018 QP18
- (790347) 2018 QC23
- (790348) 2018 QB24
- (790349) 2018 QY24
- (790350) 2018 QH25
- (790351) 2018 QU25
- (790352) 2018 QH31
- (790353) 2018 QA35
- (790354) 2018 RG10
- (790355) 2018 RM10
- (790356) 2018 RR14
- (790357) 2018 RG15
- (790358) 2018 RG17
- (790359) 2018 RD19
- (790360) 2018 RT20
- (790361) 2018 RM22
- (790362) 2018 RR25
- (790363) 2018 RK29
- (790364) 2018 RV29
- (790365) 2018 RK39
- (790366) 2018 RL41
- (790367) 2018 RS41
- (790368) 2018 RT41
- (790369) 2018 RD45
- (790370) 2018 RS45
- (790371) 2018 RU47
- (790372) 2018 RB49
- (790373) 2018 RQ49
- (790374) 2018 RR49
- (790375) 2018 RT49
- (790376) 2018 RJ50
- (790377) 2018 RS51
- (790378) 2018 RX51
- (790379) 2018 RZ51
- (790380) 2018 RB52
- (790381) 2018 RO53
- (790382) 2018 RQ53
- (790383) 2018 RT53
- (790384) 2018 RC54
- (790385) 2018 RV55
- (790386) 2018 RL56
- (790387) 2018 RO56
- (790388) 2018 RC57
- (790389) 2018 RN57
- (790390) 2018 RP57
- (790391) 2018 RC58
- (790392) 2018 RD59
- (790393) 2018 RJ60
- (790394) 2018 RU60
- (790395) 2018 RF61
- (790396) 2018 RK61
- (790397) 2018 RM61
- (790398) 2018 RJ62
- (790399) 2018 RL62
- (790400) 2018 RN62
- (790401) 2018 RZ64
- (790402) 2018 RN65
- (790403) 2018 RX65
- (790404) 2018 RJ66
- (790405) 2018 RD69
- (790406) 2018 RL76
- (790407) 2018 RN77
- (790408) 2018 RM78
- (790409) 2018 RN79
- (790410) 2018 RY80
- (790411) 2018 RF81
- (790412) 2018 RJ81
- (790413) 2018 RE82
- (790414) 2018 RZ109
- (790415) 2018 RH113
- (790416) 2018 RR124
- (790417) 2018 RM127
- (790418) 2018 RU130
- (790419) 2018 RD131
- (790420) 2018 RB132
- (790421) 2018 SQ4
- (790422) 2018 SF5
- (790423) 2018 SB13
- (790424) 2018 SR13
- (790425) 2018 SH16
- (790426) 2018 SC18
- (790427) 2018 SJ18
- (790428) 2018 SQ18
- (790429) 2018 ST18
- (790430) 2018 SW18
- (790431) 2018 SX18
- (790432) 2018 SX19
- (790433) 2018 SM20
- (790434) 2018 SV20
- (790435) 2018 SZ25
- (790436) 2018 SC26
- (790437) 2018 TB8
- (790438) 2018 TT10
- (790439) 2018 TL11
- (790440) 2018 TU16
- (790441) 2018 TU17
- (790442) 2018 TA18
- (790443) 2018 TL18
- (790444) 2018 TV19
- (790445) 2018 TL20
- (790446) 2018 TM20
- (790447) 2018 TW20
- (790448) 2018 TB21
- (790449) 2018 TS21
- (790450) 2018 TD24
- (790451) 2018 TJ25
- (790452) 2018 TL25
- (790453) 2018 TV25
- (790454) 2018 TA26
- (790455) 2018 TF26
- (790456) 2018 TO26
- (790457) 2018 TT26
- (790458) 2018 TZ26
- (790459) 2018 TE27
- (790460) 2018 TZ28
- (790461) 2018 TF29
- (790462) 2018 TN29
- (790463) 2018 TS29
- (790464) 2018 TD30
- (790465) 2018 TL30
- (790466) 2018 TX30
- (790467) 2018 TZ30
- (790468) 2018 TK31
- (790469) 2018 TN31
- (790470) 2018 TQ31
- (790471) 2018 TA32
- (790472) 2018 TM34
- (790473) 2018 TQ34
- (790474) 2018 TK35
- (790475) 2018 TJ36
- (790476) 2018 TM36
- (790477) 2018 TN36
- (790478) 2018 TO36
- (790479) 2018 TS36
- (790480) 2018 TU36
- (790481) 2018 TC37
- (790482) 2018 TB38
- (790483) 2018 TD38
- (790484) 2018 TO38
- (790485) 2018 TX39
- (790486) 2018 TY39
- (790487) 2018 TG40
- (790488) 2018 TY40
- (790489) 2018 TA41
- (790490) 2018 TG41
- (790491) 2018 TN41
- (790492) 2018 TJ42
- (790493) 2018 TE44
- (790494) 2018 TS44
- (790495) 2018 TX44
- (790496) 2018 TJ45
- (790497) 2018 TR45
- (790498) 2018 TU47
- (790499) 2018 TA48
- (790500) 2018 TL48
- (790501) 2018 TZ48
- (790502) 2018 TY53
- (790503) 2018 TA57
- (790504) 2018 TH57
- (790505) 2018 TW58
- (790506) 2018 TW59
- (790507) 2018 TX64
- (790508) 2018 TX65
- (790509) 2018 TW69
- (790510) 2018 TC70
- (790511) 2018 TW70
- (790512) 2018 TJ71
- (790513) 2018 TK71
- (790514) 2018 TL71
- (790515) 2018 TN71
- (790516) 2018 TX72
- (790517) 2018 TG73
- (790518) 2018 TY81
- (790519) 2018 UL3
- (790520) 2018 UR8
- (790521) 2018 UD11
- (790522) 2018 UH15
- (790523) 2018 UK16
- (790524) 2018 UG18
- (790525) 2018 UF19
- (790526) 2018 UT19
- (790527) 2018 UT20
- (790528) 2018 UZ21
- (790529) 2018 US22
- (790530) 2018 UE23
- (790531) 2018 UY23
- (790532) 2018 UC25
- (790533) 2018 UL26
- (790534) 2018 UO26
- (790535) 2018 UT26
- (790536) 2018 UE27
- (790537) 2018 UK27
- (790538) 2018 UO27
- (790539) 2018 UV27
- (790540) 2018 UN28
- (790541) 2018 UP28
- (790542) 2018 UR28
- (790543) 2018 UT28
- (790544) 2018 UZ28
- (790545) 2018 UK30
- (790546) 2018 UA33
- (790547) 2018 UF33
- (790548) 2018 UU33
- (790549) 2018 UZ33
- (790550) 2018 UC34
- (790551) 2018 UD34
- (790552) 2018 UF34
- (790553) 2018 UQ34
- (790554) 2018 US34
- (790555) 2018 UG35
- (790556) 2018 UC36
- (790557) 2018 UR36
- (790558) 2018 UU36
- (790559) 2018 UV36
- (790560) 2018 UJ40
- (790561) 2018 UB41
- (790562) 2018 UN49
- (790563) 2018 UQ50
- (790564) 2018 UJ51
- (790565) 2018 UW51
- (790566) 2018 UY51
- (790567) 2018 UO52
- (790568) 2018 UA53
- (790569) 2018 VE12
- (790570) 2018 VJ12
- (790571) 2018 VX14
- (790572) 2018 VD18
- (790573) 2018 VG20
- (790574) 2018 VQ24
- (790575) 2018 VV27
- (790576) 2018 VW27
- (790577) 2018 VH28
- (790578) 2018 VV30
- (790579) 2018 VU32
- (790580) 2018 VN40
- (790581) 2018 VH41
- (790582) 2018 VL41
- (790583) 2018 VO44
- (790584) 2018 VV45
- (790585) 2018 VN47
- (790586) 2018 VG48
- (790587) 2018 VV48
- (790588) 2018 VZ48
- (790589) 2018 VW49
- (790590) 2018 VP52
- (790591) 2018 VE53
- (790592) 2018 VF54
- (790593) 2018 VL54
- (790594) 2018 VO56
- (790595) 2018 VB57
- (790596) 2018 VY61
- (790597) 2018 VH64
- (790598) 2018 VE65
- (790599) 2018 VF66
- (790600) 2018 VJ66
- (790601) 2018 VR69
- (790602) 2018 VY70
- (790603) 2018 VA71
- (790604) 2018 VQ78
- (790605) 2018 VT79
- (790606) 2018 VS81
- (790607) 2018 VN85
- (790608) 2018 VS85
- (790609) 2018 VV85
- (790610) 2018 VP88
- (790611) 2018 VT88
- (790612) 2018 VB89
- (790613) 2018 VT89
- (790614) 2018 VA90
- (790615) 2018 VV90
- (790616) 2018 VN91
- (790617) 2018 VJ93
- (790618) 2018 VA96
- (790619) 2018 VH98
- (790620) 2018 VG101
- (790621) 2018 VL102
- (790622) 2018 VZ105
- (790623) 2018 VQ107
- (790624) 2018 VZ107
- (790625) 2018 VF111
- (790626) 2018 VA113
- (790627) 2018 VD113
- (790628) 2018 VM114
- (790629) 2018 VU114
- (790630) 2018 VZ115
- (790631) 2018 VB119
- (790632) 2018 VW119
- (790633) 2018 VF122
- (790634) 2018 VG122
- (790635) 2018 VJ122
- (790636) 2018 VB123
- (790637) 2018 VK123
- (790638) 2018 VL123
- (790639) 2018 VT123
- (790640) 2018 VB124
- (790641) 2018 VC124
- (790642) 2018 VF124
- (790643) 2018 VQ124
- (790644) 2018 VR124
- (790645) 2018 VT124
- (790646) 2018 VA125
- (790647) 2018 VG125
- (790648) 2018 VO125
- (790649) 2018 VQ126
- (790650) 2018 VH127
- (790651) 2018 VJ127
- (790652) 2018 VO127
- (790653) 2018 VK128
- (790654) 2018 VS128
- (790655) 2018 VB129
- (790656) 2018 VE129
- (790657) 2018 VR129
- (790658) 2018 VM130
- (790659) 2018 VN131
- (790660) 2018 VO131
- (790661) 2018 VR131
- (790662) 2018 VJ132
- (790663) 2018 VK132
- (790664) 2018 VM132
- (790665) 2018 VP132
- (790666) 2018 VT132
- (790667) 2018 VX134
- (790668) 2018 VD136
- (790669) 2018 VZ137
- (790670) 2018 VZ138
- (790671) 2018 VF139
- (790672) 2018 VN139
- (790673) 2018 VP140
- (790674) 2018 VR140
- (790675) 2018 VC141
- (790676) 2018 VQ141
- (790677) 2018 VG142
- (790678) 2018 VL142
- (790679) 2018 VQ142
- (790680) 2018 VE143
- (790681) 2018 VD144
- (790682) 2018 VO144
- (790683) 2018 VU144
- (790684) 2018 VZ144
- (790685) 2018 VC145
- (790686) 2018 VF145
- (790687) 2018 VO145
- (790688) 2018 VQ145
- (790689) 2018 VP146
- (790690) 2018 VQ146
- (790691) 2018 VX146
- (790692) 2018 VZ146
- (790693) 2018 VE148
- (790694) 2018 VN149
- (790695) 2018 VM150
- (790696) 2018 VY150
- (790697) 2018 VE151
- (790698) 2018 VM152
- (790699) 2018 VP152
- (790700) 2018 VT152
- (790701) 2018 VP153
- (790702) 2018 VU153
- (790703) 2018 VS154
- (790704) 2018 VT154
- (790705) 2018 VL155
- (790706) 2018 VP156
- (790707) 2018 VS158
- (790708) 2018 VT158
- (790709) 2018 VH170
- (790710) 2018 VT174
- (790711) 2018 VY174
- (790712) 2018 VN179
- (790713) 2018 VA180
- (790714) 2018 VA181
- (790715) 2018 VU183
- (790716) 2018 VZ186
- (790717) 2018 VG187
- (790718) 2018 VL188
- (790719) 2018 VM188
- (790720) 2018 VV188
- (790721) 2018 VE189
- (790722) 2018 VV190
- (790723) 2018 VT192
- (790724) 2018 VU192
- (790725) 2018 VF193
- (790726) 2018 VL193
- (790727) 2018 VN193
- (790728) 2018 WK3
- (790729) 2018 WL5
- (790730) 2018 WN5
- (790731) 2018 WX5
- (790732) 2018 WY5
- (790733) 2018 WR6
- (790734) 2018 WW6
- (790735) 2018 WY7
- (790736) 2018 WC8
- (790737) 2018 WH8
- (790738) 2018 WL8
- (790739) 2018 WP8
- (790740) 2018 WV8
- (790741) 2018 WD10
- (790742) 2018 WH10
- (790743) 2018 WU11
- (790744) 2018 WS16
- (790745) 2018 WL17
- (790746) 2018 WM17
- (790747) 2018 XR
- (790748) 2018 XY3
- (790749) 2018 XQ6
- (790750) 2018 XN10
- (790751) 2018 XF11
- (790752) 2018 XH11
- (790753) 2018 XP12
- (790754) 2018 XV12
- (790755) 2018 XA13
- (790756) 2018 XG16
- (790757) 2018 XH17
- (790758) 2018 XH19
- (790759) 2018 XO21
- (790760) 2018 XZ21
- (790761) 2018 XM22
- (790762) 2018 XQ24
- (790763) 2018 XR24
- (790764) 2018 XV24
- (790765) 2018 XB25
- (790766) 2018 XD25
- (790767) 2018 XQ25
- (790768) 2018 XV26
- (790769) 2018 XF29
- (790770) 2018 XO29
- (790771) 2018 XH31
- (790772) 2018 XK31
- (790773) 2018 XY31
- (790774) 2018 XJ32
- (790775) 2018 XN32
- (790776) 2018 XT32
- (790777) 2018 XZ32
- (790778) 2018 XR35
- (790779) 2018 XT36
- (790780) 2018 XD37
- (790781) 2018 XJ42
- (790782) 2018 XA44
- (790783) 2018 XP44
- (790784) 2018 XQ44
- (790785) 2018 XO46
- (790786) 2018 XS46
- (790787) 2018 XP47
- (790788) 2018 YF4
- (790789) 2018 YV4
- (790790) 2018 YS5
- (790791) 2018 YW6
- (790792) 2018 YN8
- (790793) 2018 YQ8
- (790794) 2018 YR8
- (790795) 2018 YS8
- (790796) 2018 YC9
- (790797) 2018 YR9
- (790798) 2018 YG11
- (790799) 2018 YO11
- (790800) 2018 YU11
- (790801) 2018 YC13
- (790802) 2018 YG13
- (790803) 2018 YD14
- (790804) 2018 YU15
- (790805) 2018 YE17
- (790806) 2018 YZ17
- (790807) 2018 YC18
- (790808) 2018 YG24
- (790809) 2018 YQ25
- (790810) 2019 AZ15
- (790811) 2019 AZ16
- (790812) 2019 AK19
- (790813) 2019 AT21
- (790814) 2019 AB24
- (790815) 2019 AM24
- (790816) 2019 AF25
- (790817) 2019 AP26
- (790818) 2019 AV26
- (790819) 2019 AQ27
- (790820) 2019 AL29
- (790821) 2019 AC30
- (790822) 2019 AE31
- (790823) 2019 AT31
- (790824) 2019 AN32
- (790825) 2019 AA33
- (790826) 2019 AL33
- (790827) 2019 AT35
- (790828) 2019 AL42
- (790829) 2019 AA43
- (790830) 2019 AN43
- (790831) 2019 AO45
- (790832) 2019 AD47
- (790833) 2019 AQ48
- (790834) 2019 AE49
- (790835) 2019 AK49
- (790836) 2019 AL49
- (790837) 2019 AR49
- (790838) 2019 AX49
- (790839) 2019 AC50
- (790840) 2019 AL50
- (790841) 2019 AX52
- (790842) 2019 AO54
- (790843) 2019 AT54
- (790844) 2019 AT55
- (790845) 2019 AX55
- (790846) 2019 AD56
- (790847) 2019 AE56
- (790848) 2019 AL56
- (790849) 2019 AO57
- (790850) 2019 AX57
- (790851) 2019 AC58
- (790852) 2019 AY58
- (790853) 2019 AB59
- (790854) 2019 AC59
- (790855) 2019 AE59
- (790856) 2019 AN59
- (790857) 2019 AV59
- (790858) 2019 AP60
- (790859) 2019 AV61
- (790860) 2019 AT64
- (790861) 2019 AU64
- (790862) 2019 AX64
- (790863) 2019 AB66
- (790864) 2019 AC66
- (790865) 2019 AG66
- (790866) 2019 AQ66
- (790867) 2019 AV66
- (790868) 2019 AU67
- (790869) 2019 AQ68
- (790870) 2019 AU68
- (790871) 2019 AW68
- (790872) 2019 AU69
- (790873) 2019 AB70
- (790874) 2019 AX70
- (790875) 2019 AZ70
- (790876) 2019 AO71
- (790877) 2019 AY71
- (790878) 2019 AN72
- (790879) 2019 AN76
- (790880) 2019 AB79
- (790881) 2019 AL81
- (790882) 2019 AV84
- (790883) 2019 AJ87
- (790884) 2019 AY87
- (790885) 2019 AH92
- (790886) 2019 AT92
- (790887) 2019 AZ92
- (790888) 2019 AL95
- (790889) 2019 AS95
- (790890) 2019 AK99
- (790891) 2019 AA108
- (790892) 2019 AG108
- (790893) 2019 AQ108
- (790894) 2019 AY108
- (790895) 2019 AX109
- (790896) 2019 AM110
- (790897) 2019 AW110
- (790898) 2019 AL111
- (790899) 2019 AN111
- (790900) 2019 AV111
- (790901) 2019 AX111
- (790902) 2019 AZ111
- (790903) 2019 AC112
- (790904) 2019 AM114
- (790905) 2019 AP117
- (790906) 2019 AK128
- (790907) 2019 AL131
- (790908) 2019 AC132
- (790909) 2019 AL132
- (790910) 2019 AR132
- (790911) 2019 BO1
- (790912) 2019 BL8
- (790913) 2019 BU9
- (790914) 2019 BA11
- (790915) 2019 BG11
- (790916) 2019 BB13
- (790917) 2019 CL7
- (790918) 2019 CH13
- (790919) 2019 CM16
- (790920) 2019 CW21
- (790921) 2019 CD22
- (790922) 2019 CS22
- (790923) 2019 CG24
- (790924) 2019 CQ26
- (790925) 2019 CM27
- (790926) 2019 CN27
- (790927) 2019 FJ4
- (790928) 2019 FX15
- (790929) 2019 FT21
- (790930) 2019 FG24
- (790931) 2019 FH24
- (790932) 2019 FL27
- (790933) 2019 FQ27
- (790934) 2019 FF28
- (790935) 2019 FX28
- (790936) 2019 FB29
- (790937) 2019 FL32
- (790938) 2019 GG2
- (790939) 2019 GP11
- (790940) 2019 GO14
- (790941) 2019 GG18
- (790942) 2019 GL18
- (790943) 2019 GE29
- (790944) 2019 GG49
- (790945) 2019 GR49
- (790946) 2019 GA50
- (790947) 2019 GN50
- (790948) 2019 GK51
- (790949) 2019 GS51
- (790950) 2019 GU51
- (790951) 2019 GA53
- (790952) 2019 GE53
- (790953) 2019 GP53
- (790954) 2019 GC55
- (790955) 2019 GC65
- (790956) 2019 GZ65
- (790957) 2019 GE67
- (790958) 2019 GF77
- (790959) 2019 GX80
- (790960) 2019 GN83
- (790961) 2019 GY92
- (790962) 2019 GC93
- (790963) 2019 GS93
- (790964) 2019 GL96
- (790965) 2019 GE106
- (790966) 2019 GH106
- (790967) 2019 GW107
- (790968) 2019 GH108
- (790969) 2019 GH112
- (790970) 2019 GQ112
- (790971) 2019 GF113
- (790972) 2019 GL113
- (790973) 2019 GH114
- (790974) 2019 GO117
- (790975) 2019 GW117
- (790976) 2019 GG118
- (790977) 2019 GX118
- (790978) 2019 GA127
- (790979) 2019 GE130
- (790980) 2019 GT138
- (790981) 2019 GO139
- (790982) 2019 GP140
- (790983) 2019 GT152
- (790984) 2019 GD154
- (790985) 2019 GN170
- (790986) 2019 GQ172
- (790987) 2019 GF175
- (790988) 2019 GO175
- (790989) 2019 GQ189
- (790990) 2019 HT
- (790991) 2019 HV10
- (790992) 2019 JD14
- (790993) 2019 JL28
- (790994) 2019 JM29
- (790995) 2019 JN52
- (790996) 2019 JO62
- (790997) 2019 JD63
- (790998) 2019 JN63
- (790999) 2019 JY63
- (791000) 2019 JG72